# Леонид Лавровски
Леонид Михайлович Лавровски (фамилно име по рождение Иванов) е руско-съветски балетист, балетмайстор, хореограф и балетен педагог, народен артист на СССР (1965), член на КПСС от 1944 г., професор (1952).

## Биография
От 1936 до 1938 г. работи като художествен ръководител на Малий оперен театър, от 1938 до 1944 г. – в театър „С. М. Киров“ пак в Ленинград, а от 1944 до 1964 г. (с прекъсвания) – като главен балетмайстор и художествен ръководител на Болшой театър в Москва.
Носител е на Държавна награда на СССР през 1946, 1947 и 1950 г.

## Постановки
- „Фадета“ – по музика на Лео Делиб (1934)
- „Ромео и Жулиета“ – Сергей Прокофиев (1940) и др.